# Холм (Новгородска област)
Холм (рус. Холм) град је на северозападу европског дела Руске Федерације. Најјужније је градско насеље на подручју Новгородске области, и административни центар Холмског рејона. У граду се налази и управа оближњег Рдејског резервата природе.
Према проценама националне статистичке службе за 2014. у граду је живело свега 3.633 становника.

## Географија
Град Холм налази се на крајњем југу Новгородске области, на прелазном подручју из Валдајског побрђа на југу ка Прииљмењској низији на северу. Лежи на надморској висини од 65 m, на месту где се у реку Ловат улива њена притока Куња (обе припадају басену језера Иљмењ). Налази се на око 201 km јужно од административног центра области Великог Новгорода.
Град је друмским правцима повезан са Старом Русом (Р51), Великијем Луками (Р51) и са Марјовом и Демјанском.

## Историја
Холм се развио на стратешки веома повољном месту, на левој обали реке Ловат којом су од најранијих времена пролазили најважнији варјашки трговачки путеви према Византији. Први писани подаци о насељу потичу из 1144. године где се помиње одмориште Холмска погост (рус. Холмский погост) у којој се одвијала интензивна трговачка делатност ланом, посуђем, коњском опремом. Због свог великог значаја насеље је током целог средњег века било метом учесталих напада и опсада од стране литванских, пољских и шведских књазова и армија.
Насеље Холм 1777. добија службени статус града у саставу Псковске губерније Руске Империје, а истовремено му је додељен и статус окружног центра. Крајем XIX века Холм је важио за један од најзначајнијих занатских центара тог дела земље, а посебно су биле бројне радионице у којима су се градиле мање речне барже и разна мања речна пловила. Године 1927. постаје административним центром Холмског рејона.
Током Другог светског рата град и његова околина доживели су страховита разарања, а под окупацијом трупа Вермахта налазио се од 3. августа 1941. до 21. фебруара 1944. године. Током рата град је разрушен до темеља и никада му није враћен стари значај.

## Становништво
Према подацима са пописа становништва 2010. у граду је живело 3.829 становника, док је према проценама националне статистичке службе за 2014. град имао 3.633 становника.
| 1897. | 1939. | 1959. | 1970. | 1979. | 1989. | 2002. | 2010. | 2014. |
| ----- | ----- | ----- | ----- | ----- | ----- | ----- | ----- | ----- |
| 5.894 | 6.071 | 2.977 | 3.827 | 4.435 | 4.849 | 4.325 | 3.829 | 3.633 |